# Фридрих Карл (Ортенбург)
Фридрих Карл Лудвиг Албрехт Лудвиг Франц фон Ортенбург (на немски: Friedrich Albrecht Ludwig Franz Graf zu Ortenburg; * 3 октомври 1831 в Мюлхаузен; † 28 август 1904 в Кобург) е граф на Ортенбург.

## Произход
Той е единствен син на граф Фридрих Карл Лудвиг фон Ортенбург (1805 – 1860) и съпругата му Ернестина Йохана Ренц/Бенц (1807 – 1891), дъщеря на Готфрид Ренц и Марта Грабе.
Внук е на имперски граф Йозеф Карл Леополд Фридрих Лудвиг фон Ортенбург (1780 – 1831) и графиня Каролина Луиза Вилхелмина фон Ербах-Ербах (1779 – 1825).

## Фамилия
Фридрих Карл фон Ортенбург се жени на 30 май 1870 г. в Грац за княгиня Анастасия фон Вреде (* 12 август 1840, Керленков, Москва; † 28 декември 1912, Винер Нойщат), дъщеря на княз Йозеф фон Вреде (1800 – 1871) и княгиня Анастазия Федоровна Петрово-Соловова (1808 – 1870). Те имат два сина:
- Фридрих Йозеф Франц Емануел фон Ортенбург (* 23 юли 1871, Кобург; † 4 март 1940, Байерхоф), женен на 26 юли 1905 г. в Лангенцел за принцеса Илка Вилхелмина Августа Адолфина фон Льовенщайн-Вертхайм-Фройденберг (* 9 януари 1887, Лангенцел; † 31 март 1971, Швайнфурт)
- Еберхард Ернст Емануел фон Ортенбург (* 12 октомври 1873, Кобург; † 16 юли 1944, Виена), неженен